# 商喜
商喜，字惟吉（一说恒吉），明朝人，生卒年月不详，宣德年间宫廷画家，官至錦衣衛指揮使。善画人物、山水、花卉等。其作品有《关羽擒将图》、《岁朝图》、《明宣宗行乐图》及《四仙拱壽圖》等。

## 作品
- 《四仙拱壽圖》，藏於台灣台北國立故宮博物院
- 《歲朝圖》，藏於台灣台北國立故宮博物院
- 《戲貓圖》，藏於台灣台北國立故宮博物院
- 《福祿壽》軸，藏於台灣台北國立故宮博物院
- 《寫生》軸，藏於台灣台北國立故宮博物院
- 《明宣宗行樂圖》，藏於中國北京故宮博物院
- 《關羽擒將圖》卷，藏於中國北京故宮博物院

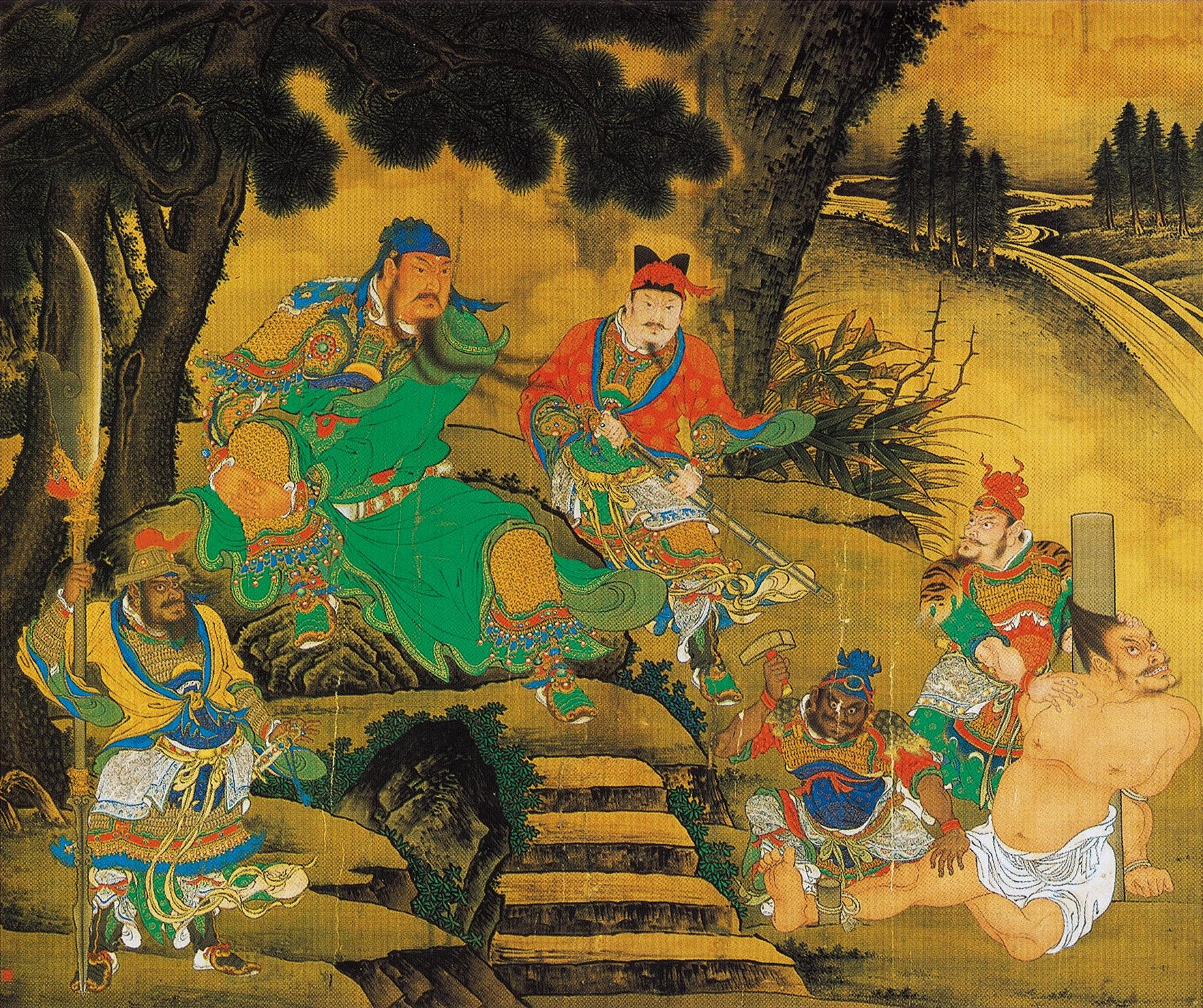
《关羽擒将图》
四仙拱壽圖（纵98.3厘米 横143.8厘米）现藏于國立故宮博物院。画中拾得踏著帚，寒山踏著蕉葉， 李鐵拐踏著拐杖,，劉海蟾騎著三足金蟾，騎著鶴是壽星